# Samostojna kmetijska stranka
Samostojna kmetijska stranka (SKS) je bila liberalna kmečka stranka. Nastala je 1919 ob podpori Jugoslovanske demokratske stranke, njeni pripadniki pa so postali predvsem veleposestniki, večji kmetje, podeželski obrtniki, trgovci in gostilničarji, ki so že prej volili liberalne kandidate, pridružil pa se ji je tudi del izobražencev, kmetijskih strokovnjakov. Njen najpomembnejši politik je bil Ivan Pucelj, član pa mdr. Drago Marušič. Leta 1925 se je SKS s Slovensko republikansko stranko kmetov in delavcev povezala v Zvezo slovenskega kmetskega ljudstva, 1926 pa se je z omenjeno stranko tudi politično združila v Slovensko kmetsko stranko.